# 錫達克里克鎮區 (密歇根州韋克斯福德縣)
錫達克里克鎮區（英語：Cedar Creek Township）是位於美國密歇根州韋克斯福德縣的一個行政鎮區。

## 地方資料
錫達克里克鎮區的面積為88.42平方千米，當中陸地面積為88.37平方千米，而水域面積為0.05平方千米。根據2020年美國人口普查的數據，當地共有人口1855人，而人口密度為每平方千米20.98人。